# Église Saint-Valérien de Chitry
Pour les articles homonymes, voir Église Saint-Valérien.
L'église Saint-Valérien de Chitry est située sur la commune de Chitry dans le département français de l'Yonne, en France. Elle est nommée d'après saint Valérien, 3e évêque d'Auxerre mort le 6 mai 360 à Auxerre. Elle dépend de l'archidiocèse de Sens-Auxerre.

## Historique

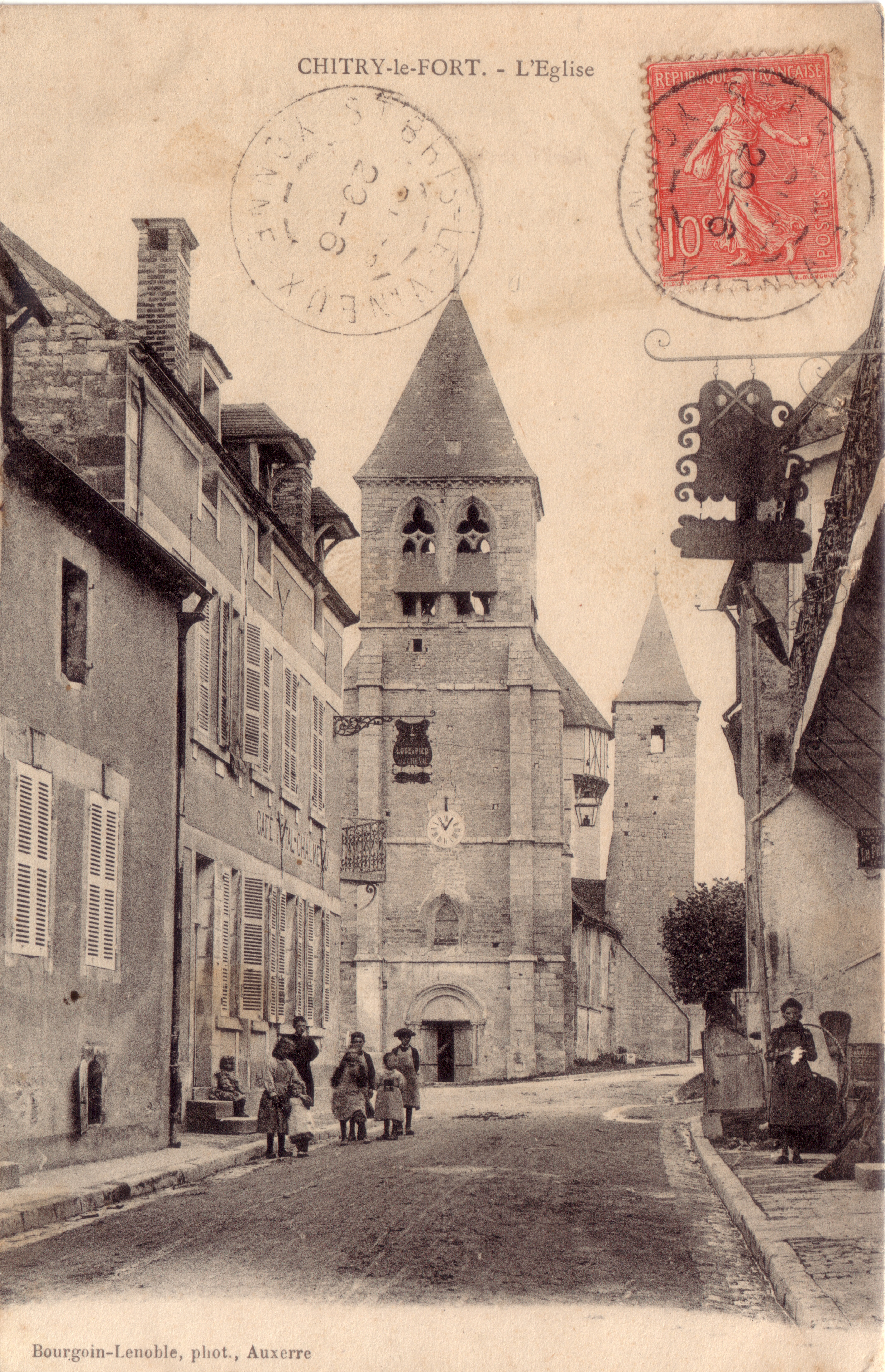
L'église vers 1900.

Dès la fin du VIe siècle, il y avait dans le diocèse d'Auxerre, une église considérable sous son vocable. Saint Aunaire, alors évêque, la met au rang des églises principales, où il ordonna que l'on ferait des prières publiques le premier jour de chaque mois. Il y a toute apparence que c'était celle de Chitry. C'est la seule connue dans le diocèse ; elle possède de temps immémorial des reliques considérables et l'édifice de cette église montre par son antiquité, ce que le lieu a été autrefois.
L'église étant « fortifiée », c'est de là que vient le suffixe le Fort car la vraie dénomination de la commune est Chitry-le-Fort.
La longue nef étroite date du XIIIe siècle. Au siècle suivant, on a ajouté un bas-côté dans la partie droite du chœur et fortifié l'église en la flanquant successivement de quatre tours précédées d'un fossé profond.
La tour qui couvre le chevet de l'église est la plus remarquable, une sorte de donjon circulaire, surmonté d'un étage faisant saillie à sa base, supporté par des mâchicoulis de bois et reposant sur des corbeaux en pierre.
Deux tours sont aujourd'hui bien conservées : le donjon et le pied carré (celui-ci penche un peu). La troisième, la tour aux Chats, a été rabattue à hauteur des gouttières de l'église. Quant à la quatrième, elle a été démolie depuis longtemps.
La tour carrée du clocher s'élève au-dessus du portail.
En 1650, un enfant est tué par la chute d'un battant de cloche.
Il y avait deux cloches : la grosse, Valérienne, et une moins puissante, Jeanne. Puis en 1914, on ajouta trois petites cloches appelées Ding-Dong ou vulgairement les dindons.
Cette dernière année, Valérienne se fêla et il fallut attendre plus de vingt-trois ans pour la refondre en 1937. Elle pèse 1 500 kg.
Au cours d'un orage, le 11 juillet 1941, la foudre tomba sur le clocher et l'embrasa immédiatement. La toiture fut détruite complètement. Au contact de l'eau froide, Jeanne, brûlante, se fêla ainsi que deux Ding-Dong devenant inutilisables.
En 1951, on installa la charpente pour deux cloches, mais on y posa seulement la grosse intacte.
Ce n'est qu'en 1968 que la petite fut refondue. Pesant 614 kg, elle rejoignit sa grande sœur Valérienne à la satisfaction des bienfaiteurs et de tous les paroissiens.
La sonnerie fut électrifiée en 1968.
L'édifice est classé au titre des monuments historiques en 1905.
L'église conservait en 1911 une arche de bois. Ce bahut bas de grande longueur, était fermé par une serrure commandée par trois clés et renforcé de pentures en fer forgé. Ce type de meuble conservait depuis le Moyen Age les titres de la communauté des habitants, et ceux de la paroisse (distincte de la première). Chaque clé était détenue par une des autorités légitimes, dont le curé n'était qu'un des membres. L'arche de Chitry a ainsi conservé une très exceptionnelle collection de documents sur la communauté des habitants de Chitry remontant au milieu du XIVe siècle, comprenant notamment la fortification de l'église par les habitants au cours de la première phase la guerre de Cent Ans.